# Tomáš Vaclík
Tomáš Vaclík (Ostrava, 29 de março de 1989) é um futebolista profissional checo que atua como goleiro. Atualmente está no Boavista.

## Carreira
Tomáš Vaclík fez parte do elenco da Seleção Tcheca de Futebol da Eurocopa de 2016 e Eurocopa de 2020.